# Delphinium longibracteolatum
Delphinium longibracteolatum är en ranunkelväxtart som beskrevs av Wen Tsai Wang. Delphinium longibracteolatum ingår i släktet storriddarsporrar, och familjen ranunkelväxter. Inga underarter finns listade i Catalogue of Life.